# Renaissance (pel·lícula)
Renaissance (també coneguda com Paris 2054: Renaissance) és una pel·lícula d'animació de tech noir del 2006. La pel·lícula, que va ser coproduïda a França, el Regne Unit i Luxemburg, va ser dirigida per Christian Volckman. Es va estrenar el 15 de març de 2006 a França i el 28 de juliol de 2006 al Regne Unit per Pathé Distribution i el 22 de setembre de 2006 als Estats Units per Miramax Films. A la versió en anglès, alguns dels personatges principals tenen la veu de Daniel Craig, Jonathan Pryce i Ian Holm. Renaissance utilitza un estil d'animació captura de moviments en què gairebé totes les imatges són exclusivament en blanc i negre; només s'utilitza el color ocasional per als detalls. La pel·lícula tracta d'un policia francès que investiga el segrest d'un científic que podria tenir la clau de la vida eterna en un París futurista i una mica distòpic.
La pel·lícula va rebre ressenyes diverses de la crítica i va ser una bomba de taquilla, només va recaptar 1 milió de dòlars contra un pressupost de 18 milions de dòlars.

## Argument
En un futur París, la científica Ilona Tasuiev, de 22 anys, que treballa per a la megacorporació Avalon, és segrestada. Mentrestant, el capità de la policia Barthélémy Karas desactiva una situació d'ostatges matant els presoners. Després, en Karas s'encarrega de resoldre el misteri que envolta la desaparició d'Ilona. Karas comença posant-se en contacte amb el doctor Jonas Muller, un antic científic d'Avalon que la coneix.
Muller havia estat treballant per curar la progeria, una malaltia genètica que afectava el seu germà. Muller va treballar per a Avalon com el seu principal científic, però va marxar després que no va trobar una cura i el seu germà va morir. Va començar a treballar en una clínica gratuïta. Muller li diu a Karas que "Ningú mai abandona Avalon", posant la corporació sota sospita. Karas visita Paul Dellenbach, un dels consellers delegats d'Avalon i li pregunta sobre Ilona. En suggerir que podria haver dormit amb ella, Dellenbach respon: "Jo dormo amb la meva dona, amb la meva secretària, fins i tot amb la meva cunyada, però mai dormiria amb un dels meus investigadors".
Després de seguir una sèrie de carrerons sense sortida, control li diu a Karas que segueixen el cotxe d'Illona per París. Finalment, captura el conductor després d'una persecució que acaba a la Torre Eiffel. L'home resulta ser un sequaç de Farfella, un mafiós àrab musulmà i amic d'infància de Karas. El capità de la policia torna el criminal a Farfella que a canvi li dona imatges de seguretat del segrest d'Illona; mostra el seu cotxe robat per un home increïblement gran.
Karas demana a la germana de l'Ilona, Bislane, que treballa per a Avalon, que entri als Arxius de l'empresa per descobrir què estava investigant en Muller. Bislane descobreix que un doctor Nakata va treballar amb Muller en una recerca per trobar una cura per a la progèria. Però van destruir totes les proves del seu treball quan alguns dels nens amb els quals estaven provant van començar a mutar. En Karas i en Bislane s'escapa perquè l'accés al fitxer tancat ha alertat la seguretat d'Avalon.
Més tard, Karas s'obre a Bislane i li diu que ell i en Farfella es van criar a la casbah on treballaven amb bandes. Després d'un mal funcionament de la droga, van acabar a una cel·la de detenció. Farfella va escapar però Karas va quedar a mercè de l'altra colla. Karas posa en fals arrest a Bislane per protegir-la d'Avalon. Mentrestant, Ilona es mostra confinada en una bola cibernètica que està sent controlada pel vell.
Finalment, Karas rastreja a Muller. Explica que es va endur a la Ilona perquè a través de la seva investigació ha descobert el secret de la vida eterna (com ell mateix va fer fa 40 anys); però sabent quines serien les conseqüències si Avalon aconseguia aquests coneixements, la va segrestar. Karas intenta animar el vell científic a lliurar-se, però Muller és afusellat per error per un tirador de la policia. Karas dedueix llavors que el misteriós vell és el germà petit de Muller: ara immortal però atrapat en un cos d'ancià.
Karas demana a Farfella que amagui Bislane d'Avalon alhora que aconsegueix un passaport fals per Ilona. Tanmateix, la seguretat de la megacorporació també s'està tancant al clavegueram parisenc on Ilona està captiva. Després d'una breu batalla, Karas és ferit de mort rescatant Ilona. Tanmateix, ella es nega a prendre el passaport fals per començar una nova vida. En canvi, li diu a Karas que vol la immortalitat donant el seu descobriment a Avalon. A contracor, Karas li dispara a l'esquena mentre torna cap a la seguretat d'Avalon. El CEO Dellenbach observa tot això a través d'una transmissió en directe des d'una de les càmeres del casc dels seus homes.
Mentre Karas està morint, s'imagina disculpant-se amb Bislane per haver matat la seva germana, per la qual cosa ella el perdona. El germà petit de Muller, que viu com un rodamón, llença la seva foto d'ell i Muller a un contenidor en flames. Un anunci d'Avalon amb una dona gran que torna a ser jove després diu: "Amb Avalon, sé que sóc bonica i em quedaré així".

## Repartiment

### Francès
- Patrick Floersheim com a Barthélémy Karas
- Laura Blanc com a Bislane Tasuiev
- Virginie Mery com Ilona Tasuiev
- Gabriel Le Doze com a Paul Dellenbach
- Marc Cassot com a Jonas Muller
- Jerome Causse com a Dmitri
- Bruno Choel com a Pierre Amiel
- Marc Alfos com a Nustrat Farfella
- Chris Bearne com a múltiple
- Radica Jovicic com a dona ostatge

### Doblatge en anglès
- Daniel Craig com a Barthélémy Karas
- Catherine McCormack com a Bislane Tasuiev
- Romola Garai com a Ilona Tasuiev
- Jonathan Pryce com a Paul Dellenbach
- Ian Holm com a Jonas Muller
- Rick Warden com a Amiel
- Breffni McKenna com a Dmitri
- Kevork Malikyan com a Nusrat Farfella
- Pax Baldwin com Farfella Boy
- Lachele Carl com a Nora
- Wayne Forrester com a administrador
- Julian Nest com a parisenc
- Sean Pertwee com a Montoya
- Jessica Reavis com a múltiple
- Nina Sosanya com a Reparació
- Leslie Woodhall com a home gran

## Producció
El concepte visual de la pel·lícula es basava en l'estètica del cinema negre, l'animació japonesa així com altres funcions d'animació com Sin City. ls productors van utilitzar motion capture i gràfics per ordinador per crear l'aspecte de la pel·lícula. El repartiment va interpretar les seves escenes amb vestits de captura de moviment davant d'una pantalla blava. Els animadors per ordinador van traduir aquestes animacions a models digitals utilitzats per als personatges. Els personatges animats es van col·locar en fons d'ordinador tridimensionals, amb efectes posteriors al procés afegits per aconseguir l'aspecte final de la pel·lícula. El fabricant d'automòbils francès Citroën va dissenyar un cotxe especialment per a la pel·lícula, imaginant-se com podria ser un Citroën l'any 2054. Volckman inicialment volia que Karas conduís un Citroën DS i es va acostar a l'empresa per demanar-li permís per utilitzar-lo a la pel·lícula. Citroën va suggerir que els cineastes treballin amb els seus dissenyadors per dissenyar un cotxe nou. El disseny final es va produir després de tres mesos. La pel·lícula va costar 14 milions d'euros durant sis anys. Va ser finançat per Disney amb 3 milions de dòlars de Miramax.

## Taquilla
La pel·lícula va recaptar un total de 1.831.348 dòlars a tot el món: 70.644 dòlars a Amèrica del Nord i 1.760.704 dòlars a altres territoris – inclosos 1.520.587 dòlars a Algèria, França, Mònaco, el Marroc i Tunísia.

## Recepció crítica
La pel·lícula va rebre crítiques diverses de la crítica. L'agregador de ressenyes Rotten Tomatoes va informar que el 49 % dels crítics van donar crítiques positives a la pel·lícula, basant-se en 76 ressenyes amb una mitjana de 5.6/10 . El consens del lloc diu: "Renaissance intenta combinar la meravella de la ciència-ficció amb l'animació negra crua, però sovint és més divertit de mirar que de veure." Metacritic va informar que la pel·lícula tenia una puntuació mitjana de 57 sobre 100, basada en 17 ressenyes.
Renaissance va guanyar el Cristal a la millor pel·lícula al 30è Festival Internacional de Cinema d'Animació d'Annecy.
La pel·lícula va ser premiada al 5è Festival de Llargmetratges Europeus d'Animació i Especials de Televisió on va rebre el premi a la millor pel·lícula.

## Enllaços extrens
- Renaissance a YouTube